# Sandnes sentrum Station
Sandnes sentrum Station (Sandnes sentrum holdeplass) er en jernbanestation på Jærbanen, en del af Sørlandsbanen, der ligger i centrum af byen Sandnes i Norge. Stationen består af to spor med hver sin sideliggende perron, en ventesalsbygning og en busterminal.
Stationen åbnede 1. januar 1992. Siden 1996 har den fungeret som den primære station i Sandnes med stop af både lokaltog og fjerntog, mens den ældre Skeiane Station (indtil 2017 Sandnes Station) længere mod syd kun betjenes af lokaltog. Jernbaneteknisk er Sandnes sentrum et trinbræt, der ligger indenfor grænsen af Skeiane Station.